# Тизи-Узу
Тизи́-Узу́ (араб. تيزي وزو‎) — город в Алжире, административный центр одноимённой вилайи.

## Географическое положение
Тизи-Узу располагается примерно в 100 км к востоку от города Алжир и в 125 км к западу от города Беджая, в 30 км к югу от побережья Средиземного моря, на высоте 182 метров над уровнем моря. Находится в долине Вади-Себау, окружённой горами. Это второй по величине город историко-географической области Кабилия после Беджаи.

## Демография
Население города по годам:
| 1977   | 1987   | 1998    | 2008    | 2012    |
| ------ | ------ | ------- | ------- | ------- |
| 62 144 | 89 802 | 116 401 | 135 088 | 149 542 |

## Транспорт
Ближайший аэропорт расположен в городе Алжир.

## Спорт
В городе есть футбольный клуб Кабилия.